# Сахаутдинов, Венер Газизович
Венер Газизович Сахаутдинов  (1 января 1939, д. Кинзябаево, Юмагузинский район Башкирская АССР, РСФСР — 6 января 2019, Уфа, Башкортостан, Российская Федерация) — советский и российский хирург, член-корреспондент АН РБ (1995), доктор медицинских наук (1975), профессор (1975), заслуженный деятель науки РСФСР (1990), БАССР (1983), заслуженный врач РБ (1993), изобретатель СССР, отличник здравоохранения (1991). Депутат Государственного Собрания (1995). Член Союза писателей РФ,РБ (2016)

## Биография
В 1962 году окончил Башкирский медицинский институт (БГМИ). После окончания института работал врачом-хирургом Сибайской городской больницы. В 1966—1968 годах учился в аспирантуре Академии медицинских наук СССР.
В БГМИ он работал с 1969 года ассистентом кафедры госпитальной хирургии, далее — ассистентом, доцентом кафедры общей хирургии С 1979 года по 1982 год возглавлял кафедру общей хирургии, с 1982 года по 2010 год — кафедру факультетской хирургии.
С 1982 года по 1987 год являлся ректором БГМИ. Под его руководством были открыты новые факультеты (стоматологический и фармацевтический, вечернее отделение) и кафедры, отстроены общежития, спортивный лагерь на берегу Белой. Став инициатором открытия городской клинической больницы № 21, создал в ней новые для республики отделения — микрохирургии, колопроктологии.
В 1995 году был избран депутатом Государственного Собрания — Курултая РБ от Заречного избирательного округа № 51 г. Уфы.

## Научная деятельность
Основные направления его медицинской научной работы: хирургическое лечение остеомиелита, патологии толстого кишечника, хирургия легких и гнойных болезней. Им была создана в республике хирургическая школа. Под его руководством разработаны принципиально новые хирургические методики (реконструктивно-восстановительные операции в колопроктологии, гастрохирургии, операции по реплантации конечностей, микрохирургические операции и др.), разработан и внедрен ряд миниинвазивных оперативных технологий в хирургии желчевыводящих путей, желудка, толстой кишки и других органов.
Автор более 500 научных трудов, 14 монографий, 40 изобретений. Его учениками являются 8 докторов и 40 кандидатов наук.

## Семья
Семья: жена, дочь работала на кафедре биологии в БГМУ, затем перешла на клиническую дисциплину. Дочь пошла по стопам отца и закончила медицинский ВУЗ в г. Уфа.

## Творчество, книги
Сахаутдинов Венер Газизович — автор более 500 научных работ, включая 10 монографий, 40 изобретений.
- Хирургическое лечение хронической неспецифической пневмонии в хирургической клинике. Ереван: Айстан, 1971 (соавтор).
- Остеомиелит. М.: Медгиз, 1985 г.

Труды В. Г. Сахаутдинова в Национальной электронной библиотеке Республики Башкортостан:
1. «Светя другим, сгораю», В. Г. Сахаутдинов, Уфа, 2012 г., изд. «Гилем» АН РБ, 493 стр.
2. «Башкирский государственный медицинский университет: как все начиналось», история БГМУ, В. Г. Сахаутдинов, Уфа, 2013 г., изд. «Гилем» НИК «Башкирская энциклопедия», 142 стр.
3. «Моя философия жизни», В. Г. Сахаутдинов, Уфа, 2015 г., изд. «Гилем» НИК «Башкирская энциклопедия», 284 стр.

## Награды
Награждён орденом Почета (1993).